# ヒルダ・グスタフソン
ヒルダ・グスタフソン（Hilda Gustafsson、2002年12月25日 - ）は、スウェーデンの女子バレーボール選手。ポジションはセッター。スウェーデン代表。

## 来歴
- クラブチーム

ジュニアのクラブを経て2019年、RIG Falköpingに入団。2021年、Hylte/Halmstadへ移籍し、2021/22シーズンのスウェーデン国内リーグでは優勝に貢献し、ベストセッター賞を受賞した。2022年、スペインのCV Harisへ移籍し、2022/23シーズンのスペインカップで優勝、スペイン国内リーグで準優勝した。2023年5月、フランスのVandœuvre Nancy Volley-Ballへの移籍が発表され、2024/25シーズンのフランスリーグは4位となった。2025年7月、スウェーデンのLinköpings VCとの契約が発表された。
- 代表チーム

2021年、シニア代表に初選出される。2023年、チャレンジャーカップに出場した。同年の欧州選手権に出場した。2024年、ヨーロッパゴールデンリーグに出場し金メダルを獲得した。2025年、8月の韓国招待試合に出場。同年の世界選手権に出場予定である。

## 球歴
- 世界選手権 - 2025年
- 欧州選手権 - 2023年
- チャレンジャーカップ - 2023年、2024年

## 受賞歴
- 2022年　2021/22スウェーデンリーグ　ベストセッター賞

## 所属クラブ
- RIG Falköping（2019-2021年）
- Hylte/Halmstad（2021-2022年）
- CV Haris（2022-2023年）
- Vandœuvre Nancy Volley-Ball（2023-2025年）
- Linköpings VC（2025-）